# ТЕС Ель-Аюн (дизельна)
27°9′16.8″ пн. ш. 13°39′59.5″ зх. д. / 27.154667° пн. ш. 13.666528° зх. д.
ТЕС Ель-Аюн – теплова електростанція, розташована у контрольованій марокканцями частині Західної Сахари. Знаходиться на півночі цієї території, де неподалік узбережжя Атлантичного океану у ваді Хамра лежить її найбільше місто Ель-Аюн.
Перші генеруючі потужності встановили тут у 1975  році. Станом на початок 2010-х років на площадці станції знаходилось три дизель-генератори по 12 МВт та два по 20 МВт.
У 2016-му ТЕС значно підсилили за рахунок чотирьох генераторів компанії MAN потужінстю по 18 МВт.